# 淡路市立北淡小学校
淡路市立北淡小学校(あわじしりつほくだんしょうがっこう)は兵庫県淡路市浅野神田にある日本の公立学校である。

## 概要
淡路市の北西部、旧北淡町の市街地富島と育波の中間地点に位置する。旧北淡町の7つの小学校が統合して創立した小学校であり、通学校区は南北17.5km、東西5.5kmと広範囲に広がっている。

## 沿革

### 略歴
1875年に北淡町立浅野小学校が創立され、2005年4月1日に津名郡5町の市町村合併により淡路市立浅野小学校と改称した。2009年に淡路市立生田小学校の児童数減少に伴い浅野小と統合、生田小は閉校した。2010年には淡路市立仁井小学校、淡路市立野島小学校の児童数減少に伴い浅野小と統廃合し、新たに淡路市立北淡小学校が創立された。2016年には淡路市立富島小学校、淡路市立室津小学校の児童数減少に伴い当校と統合した。2018年には淡路市立育波小学校の生徒数減少に伴い当校と統合し、旧北淡町内の小学校は北淡小のみとなった。

### 年表
- 1874年 (明治7年) - 北淡町立厳橿小学校(仁井小) 創立。
- 1875年 (明治8年) - 北淡町立浅野小学校創立。
- 1988年 (昭和63年) - 北淡町立野島小学校創立。
- 2005年4月1日 (平成17年) - 淡路市立浅野小学校と改称。
- 2009年 (平成21年) - 淡路市立浅野小学校と淡路市立生田小学校が統合し、淡路市立生田小学校が閉校する。
- 2010年 (平成22年)4月 - 淡路市立仁井小学校、淡路市立野島小学校、淡路市立浅野小学校が統合し、淡路市立北淡小学校創立。
- 2016年 (平成28年)4月 - 淡路市立富島小学校、淡路市立室津小学校と統合し、新しく淡路市立北淡小学校となる[2]。
- 2018年 (平成30年)4月 - 淡路市立育波小学校と統合し、新しく淡路市立北淡小学校となる[3]。

## 通学区域
- 仁井、小田、舟木、長畠、久野々、野島蟇浦、野島常盤、野島轟木、野島大川、野島平林、野島江崎、野島貴船、富島、石田、小倉、浅野南、浅野神田、斗ノ内、育波、黒谷、生田田尻、生田畑、生田大坪、室津[4]

## 通学先中学校
- 淡路市立北淡中学校

## アクセス
- 神戸淡路鳴門自動車道　北淡ICから車で6分
- 浅野バス停(あわ神あわ姫バス)から徒歩5分

## 通学区域が隣接している学校
- 淡路市立石屋小学校
- 淡路市立浦小学校
- 淡路市立学習小学校
- 淡路市立津名東小学校
- 淡路市立一宮小学校